# A man without love (Kenneth McKellar)
A man without love is een lied gecomponeerd door Cyrill Ornadal en Peter Callander.
Het lied werd door Kenneth McKellar ten gehore gebracht tijdens het Eurovisiesongfestival 1966. Als voorselectie zong de Schotse tenor een vijftal liederen, die alle verschenen op een EP Songs for Europe. Uit As long as the sun shines, Country girl, A touch of tartan, A man without love en Comes a time werd A man without love gekozen als afvaardiging. McKellar verscheen als 18e en laatste op het podium in Luxemburg. Vlak voor de uitzending werd nog besloten dat McKellar een kilt zou gaan dragen. De combinatie artiest, lied en kleding zorgde niet voor succes. Hij zou uiteindelijk de negende plaats weten te bemachtigen met acht punten. Er gaan verhalen rond, dat sommige mensen uit het publiek zaten te gapen. Het was het slechtste resultaat van Engeland tijdens die festivals tot 1978. Hij haalde destijds trouwens wel veel meer punten dan de Nederlandse inzending Fernando en Filippo van Milly Scott (15e).

## Hitnotering
Het werd McKellars enige single die de Britse Top 50 zou halen. In tegenstelling tot andere inzendingen van Eurivisiesongfestivals haalde het slechts vier weken notering met slechts een 30e plaats als hoogste. Een plaats in de Nederlandse of Belgische hitparades was niet voor hem weggelegd.